# الگاداو دو جاندایرا
الگاداو دو جاندایرا (به پرتغالی: Algodão de Jandaíra) یک سکونتگاه مسکونی در برزیل است که در پارائیبا واقع شده‌است.